# Ods distrikt
Ods distrikt är ett distrikt i Herrljunga kommun och Västra Götalands län. 
Distriktet ligger sydost om Herrljunga. 

## Tidigare administrativ tillhörighet
Distriktet inrättades 2016 och utgörs av socknen Od i Herrljunga kommun.
Området motsvarar den omfattning Ods församling hade vid årsskiftet 1999/2000.